# LiveJasmin
LiveJasmin — це вебсайт для дорослих, який акцентує увагу на прямій трансляції та пов'язаних з ними послугах, зазвичай показуючи оголеність та сексуальну активність, починаючи від стриптизу й брудних розмов до мастурбації секс-іграшками та повного статевого акту. Моделі переважно жінки, проте є також досить велика кількість моделей-чоловіків, пар і транс-виконавців.
Вебсайт, заснований у 2001 році Дьордем Гаттяном, швидко став популярним на початку 2000-х років. Це один з найбільших вебсайтів для дорослих у світі, який конкурує з американським вебсайтом Chaturbate та іншим європейським вебсайтом BongaCams, який базується в Нідерландах.

## Історія
Вебсайт був заснований у 2001 році як jasmin.hu, з орієнтацією на вітчизняну угорську аудиторію.
У 2003 році вебсайт зазнав значного зростання і врешті-решт став глобальним з Jasmin Media Group як його холдинговою компанією.
У 2012 році американський хіп-хоп виконавець Flo Rida випустив триб'ют під назвою «Hey Jasmin».
У 2014 році LiveJasmin почав займатися рекламою, знявши ряд телевізійних роликів. Два з їхніх рекламних роликів були представлені в ефір під час 66-ї премії «Еммі», але були відхилені CBS, що дозволило опублікувати їх в Інтернеті як «заборонену рекламу».
У 2016 році LiveJasmin створив першу студійну та модельну програму, відому як Jasmin Certified, щоб мати ексклюзивний контент. Найстарішим партнером цієї програми є NightProwl Studio.

## Нагороди та номінації
| Рік  | Результат | Категорія              |
| ---- | --------- | ---------------------- |
| 2011 | Номінація | Best Live Chat Website |
| 2012 | Номінація | Best Live Chat Website |
| 2013 | Перемога  | Best Live Chat Website |
| 2014 | Номінація | Best Live Chat Website |
| 2015 | Номінація | Best Live Chat Website |

| Рік  | Результат | Категорія                          |
| ---- | --------- | ---------------------------------- |
| 2013 | Перемога  | Best Live Cam Site (International) |

| Рік  | Результат | Категорія                                  |
| ---- | --------- | ------------------------------------------ |
| 2007 | Номінація | Live Video Chat of the Year                |
| 2009 | Номінація | Live Video Chat of the Year                |
| 2010 | Перемога  | Live Video Chat of the Year                |
| 2011 | Номінація | Live Cam Site of the Year                  |
| 2012 | Номінація | Live Cam Site of the Year                  |
| 2013 | Номінація | Live Cam Site of the Year                  |
| 2013 | Перемога  | Mobile Site of the Year                    |
| 2014 | Перемога  | Live Cam Site of the Year                  |
| 2014 | Перемога  | Mobile Site of the Year                    |
| 2015 | Номінація | Adult Site of the Year — Live Cam          |
| 2016 | Перемога  | Adult Site of the Year — Live Cam (Europe) |
| 2017 | Перемога  | Adult Site of the Year — Live Cam (Europe) |
| 2018 | Перемога  | Cam Site of the Year — Europe              |

| Рік  | Результат | Категорія                   |
| ---- | --------- | --------------------------- |
| 2015 | Перемога  | Live Cam Site of the Year   |
| 2016 | Перемога  | Best Broadcaster Software   |
| 2016 | Перемога  | Premium Camsite of the Year |
| 2016 | Перемога  | Live Cam Site of the Year   |
| 2017 | Перемога  | Best Online Support         |
| 2017 | Перемога  | Live Cam Site of the Year   |
| 2018 | Перемога  | Live Cam Site of the Year   |
| 2019 | Перемога  | Live Cam Site of the Year   |
| 2019 | Перемога  | Best Online Support         |
| 2019 | Перемога  | Exec Award                  |

| Рік  | Результат | Категорія                  |
| ---- | --------- | -------------------------- |
| 2013 | Перемога  | Best Live Cam Site         |
| 2017 | Перемога  | Best Cam Platform (Europe) |

| Рік  | Результат | Категорія                 |
| ---- | --------- | ------------------------- |
| 2017 | Перемога  | Live Cam Site of the Year |
| 2018 | Перемога  | Live Cam Site of the Year |
| 2019 | Перемога  | Best Affiliate Program    |
| 2019 | Перемога  | Best Training Program     |
| 2019 | Перемога  | Most Innovative Camsite   |
| 2019 | Перемога  | Live Cam Site of the Year |
| 2021 | Перемога  | Best Premium Livecam Site |